# Wilberforce Eaves
Wilberforce Vaughan Eaves (ur. 10 grudnia 1867 w Melbourne, zm. 10 lutego 1920 w Londynie) – brytyjski tenisista, finalista Wimbledonu i mistrzostw USA, medalista olimpijski.
Pochodził z Australii, ale reprezentował barwy brytyjskie. Z wykształcenia był lekarzem.

## Kariera tenisowa
W 1895 roku osiągnął finał turnieju pretendentów (All Comers) na Wimbledonie, przegrywając z Wilfredem Baddeleyem mimo prowadzenia 2:0 w setach. Ze względu na fakt, że w Wimbledonie 1895 nie wziął udziału obrońca tytułu, a zarazem nominalny uczestnik właściwego finału (challenge round) Joshua Pim, Eaves widnieje w statystykach jako finalista. W tym samym roku, w parze z Ernestem Lewisem, Eaves doszedł ponadto do finału debla, gdzie także poniósł porażkę z Wilfredem Baddeleyem oraz jego bratem bliźniakiem Herbertem. Przegrywał jeszcze dwukrotnie wimbledońskie finały pretendentów, w 1896 roku z Haroldem Mahonym i w 1897 roku z Reginaldem Dohertym.
W 1897 roku wziął udział w międzynarodowych mistrzostwach USA (obecne US Open), rozgrywanych wówczas w Newport. W finale turnieju pretendentów pokonał Harolda Nisbeta 7:5, 6:3, 6:2, ale w challenge round uległ w pięciu setach Robertowi Wrennowi.
Eaves trzykrotne wywalczył halowe mistrzostwo Wielkiej Brytanii (1897 w finale z Ernestem Lewisem, 1898 w finale z Lawrence’em Dohertym, 1899 w finale z Haroldem Mahonym), mistrzostwo Irlandii (1897), mistrzostwo Walii (1895). W 1895 roku w finale halowych mistrzostw Wielkiej Brytanii nie sprostał Ernestowi Lewisowi, w 1892 roku przegrał z Haroldem Barlowem w finale mistrzostw południowej Anglii w Eastbourne.
W 1908 roku, w wieku 40 lat, zdobył brązowy medal na igrzyskach olimpijskich w Londynie w grze pojedynczej na kortach trawiastych. Na tych samych igrzyskach w turnieju halowym zajął w grze pojedynczej 4. miejsce.

### Finały w turniejach wielkoszlemowych

#### Gra pojedyncza (0–2)
| Końcowy wynik | Nr | Data | Turniej           | Nawierzchnia | Przeciwnik       | Wynik finału            |
| ------------- | -- | ---- | ----------------- | ------------ | ---------------- | ----------------------- |
| Finalista     | 1. | 1895 | Wimbledon, Londyn | Trawiasta    | Wilfred Baddeley | 6:4, 6:2, 6:8, 2:6, 3:6 |
| Finalista     | 2. | 1897 | US Open, Newport  | Trawiasta    | Robert Wrenn     | 6:4, 6:8, 3:6, 6:2, 2:6 |

#### Gra podwójna (0–1)
| Końcowy wynik | Nr | Data | Turniej           | Nawierzchnia | Partner      | Przeciwnicy                       | Wynik finału       |
| ------------- | -- | ---- | ----------------- | ------------ | ------------ | --------------------------------- | ------------------ |
| Finalista     | 1. | 1895 | Wimbledon, Londyn | Trawiasta    | Ernest Lewis | Herbert Baddeley Wilfred Baddeley | 6:8, 7:5, 4:6, 3:6 |